# Pemulwuy
Pemulwuy, né vers 1750 dans la région de Botany Bay et mort le 2 juin 1802, est une figure emblématique de la résistance aborigène à la colonisation britannique de l'Australie. Décrit comme le « premier dirigeant de la résistance aborigène », il était membre du peuple bidjigal.
En 1790, Pemulwuy et quatre autres Aborigènes tuèrent le colon John McIntyre, qu'ils accusaient d'avoir tué des Aborigènes. À partir de 1792, il mena des attaques répétées contre des colons. En 1797, il fut blessé et capturé lors d'un raid sur une ferme appartenant aux autorités coloniales. Il s'échappa de l'hôpital, blessé et en chaînes, et reprit ses assauts contre la colonie. La plupart des attaques qu'il mena furent en réponse à des crimes spécifiques commis par des colons, notamment des rapts d'enfants aborigènes. Il fut blessé par balles à plusieurs reprises, mais survécut, amenant un colon à remarquer que « son corps contient maintenant […] environ huit ou dix onces de plomb ».
Il fut finalement abattu vers la fin mai ou début juin 1802. Sa tête fut tranchée après sa mort, et envoyée à Londres accompagnée d'une lettre soulignant sa bravoure (écrite par le Gouverneur Philip King  ). Son crâne fut restitué à l'Australie dans les années 1950, mais fut ensuite perdu.
Une banlieue de Sydney porte aujourd'hui le nom de Pemulwuy, de même qu'un parc à Sydney.
Le 26 janvier 2024, pour Australia Day (la fête nationale), le Conseil d'Australia Day de Nouvelle-Galles du Sud fait afficher en commémoration son portrait ainsi que ceux de Barangaroo, Nanbarry et Patyegarang sur les voiles de l'opéra de Sydney,.

## Dans la culture populaire
- Eleanor Dark, The Timeless Land (roman de 1941).